# Trompa (arquitectura)

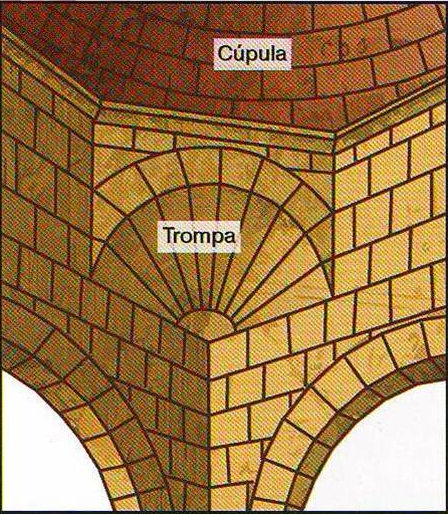
Esquema de una trompa que sirve de apoyo de una cúpula.

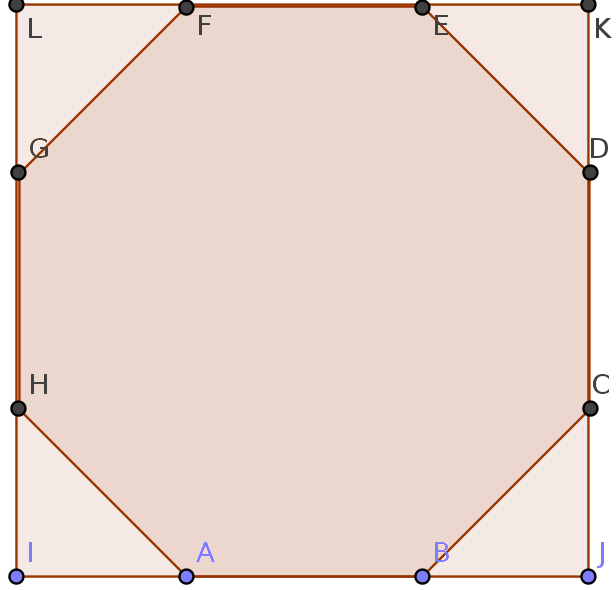
Sistema de paso de una planta cuadrada a una octogonal

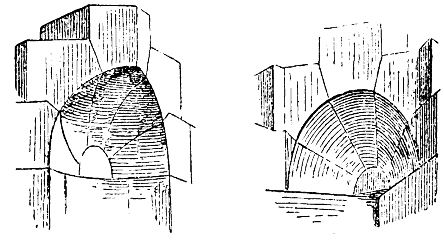
Esquemas de trompas sencillas obtenidas por el tallado de sillares

En arquitectura, se llama trompa a una porción de bóveda truncada semicónica que sobresale fuera de dos muros que se intersectan y que permite la transición de dos estructuras portantes de diferente trazado geométrico, como el de una bóveda octogonal o esférica sobre una base cuadrada o para achaflanar una esquina. La RAE la define como una «bóveda fuera del paramento de un muro».
Las trompas se utilizaron mucho en la arquitectura románica y en la arquitectura gótica, permitiendo construir cúpulas, tambores o cimborrios. Si está hecha por tallado de sillares, se llama trompillón a la dovela que sirve de clave en una trompa o en una bóveda de planta circular.

## Tipología

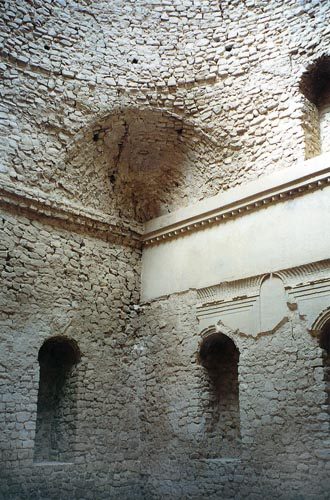
Las cúpulas sobre trompas del palacio de Ardacher, arquitectura sasánida del con influencia romana, son las más antiguas que se conocen.

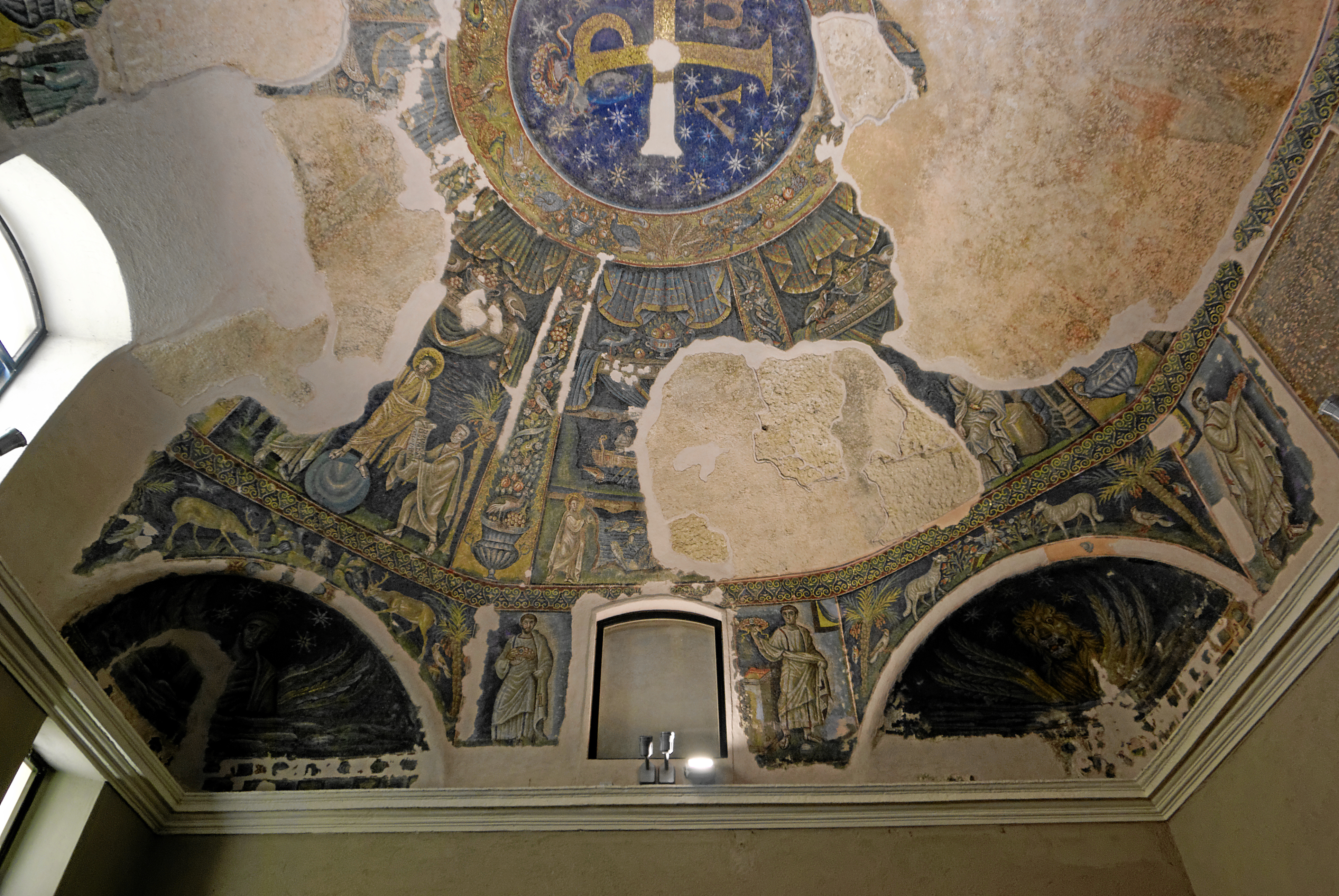
Cúpula sobre trompas paleocristianas del baptisterio San Giovanni in Fonte de Nápoles, que data del siglo o (Imperio inferio). El conjunto está recubierto con mosaicos del.

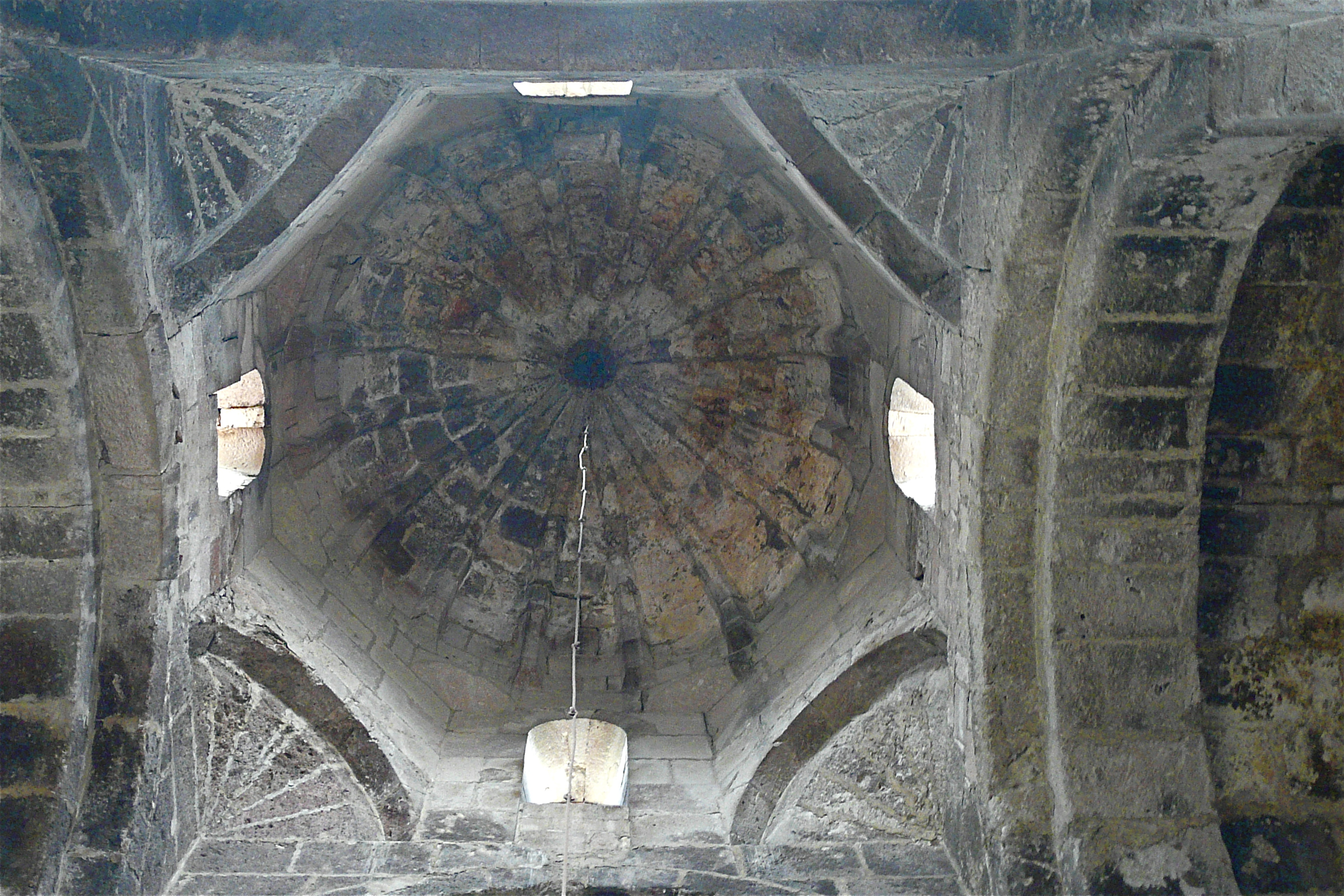
Las cúpulas sobre trompas son muy frecuentes en la arquitectura armenia y bizantina. Aquí la basílica de Odzoun,.

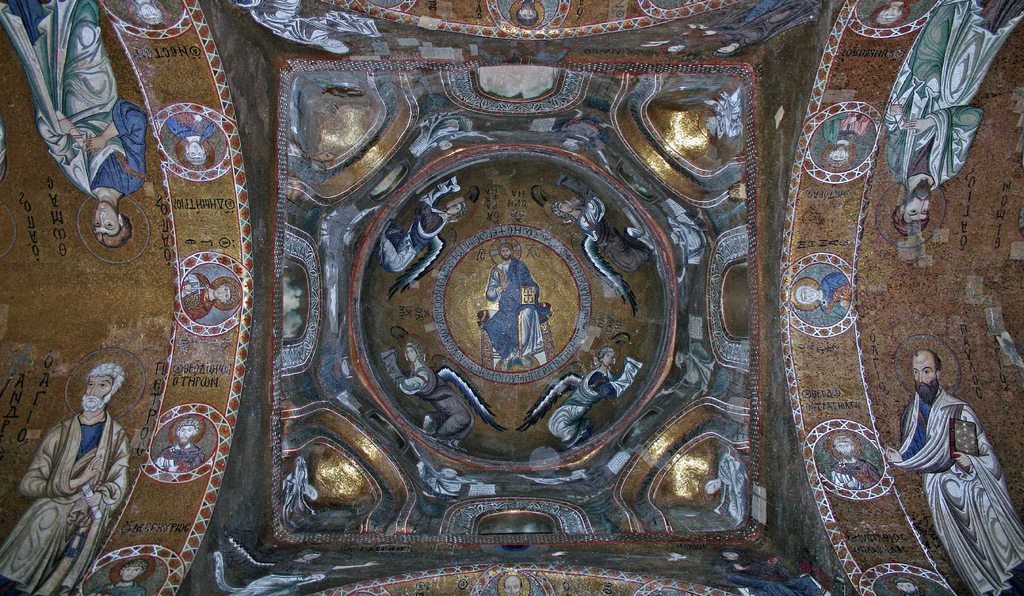
Trompas en la Iglesia de la Martorana en Palermo.

Las trompas se clasifican según sea su posición:
- trompas en ángulo: las que se apoya en dos secciones de pared que forman un ángulo reentrante;
- trompas en esquina: las que descansan sobre dos secciones de pared que forman un ángulo saliente, coronando un paño cortado.

## Cúpula sobre trompas
Las trompas son cuatro arcos dispuestos en chaflán en los cuatro ángulos de una pieza o torre cuadrada. Estos arcos soportan cuatro pequeñas paredes oblicuas que transforman el cuadrado en un octógono, sobre el que puede descansar una cúpula octogonal, o una pequeña cúpula circular mediante el juego de accesorios o mediante la adición de pequeñas trompas adicionales.
La técnica de la cúpula sobre trompas es una de las dos técnicas principales (la otra es la cúpula sobre pechinas) que permite suspender una cúpula de base redonda u octogonal sobre un espacio cuadrado que la circunscribe. La trompa es la técnica más primitiva y la más simple de llevar a cabo, pero solo permite soportar pequeñas cúpulas y requiere de un buen grosor de pared en los lados del cuadrado (estos muros pueden ellos mismo descansar sobre arcos para distribuirlos). El peso sobre cuatro pilares). La pechina, en cambio, que es mucho más compleja de construir, permite agrandar considerablemente el diámetro de la cúpula y no necesita un muro en los lados del cuadrado. Algunos autores comparan o confunden ambas técnicas.
La cúpula sobre trompas era ya conocida en la Roma antigua desde la antigüedad. Aunque los ejemplos romanos aún en pie que han sobrevivido hasta nuestros días son tardíos, la presencia de espacios cuadrados que parecen haber estado cubiertos por cúpulas sugiere que la técnica se conoció muy temprano. Uno de los ejemplos más bellos es la cúpula del baptisterio paleocristiano de San Giovanni in Fonte de Nápoles, cuya cúpula y trompas están recubiertos con mosaicos del siglo V (la construcción del baptisterio, sin embargo, comenzó en el siglo IV). El motivo bastante común de «coquilla» que se encuentra en las trompas bizantinos, islámicas y románicas es típicamente romano (decoración de bóveda de horno y de tímpanos en la arquitectura romana) y podría ser una indicación de fuentes de inspiración antiguas. Sin embargo, el ejemplo más antiguo conocido de cúpulas sobre trompas que todavía está en pie se encuentra en la arquitectura sasánida, en el palacio de Ardacher que data del siglo III, monumento que presenta algunas influencias romanas en otros lugares.
Esta técnica fue ampliamente utilizada en la arquitectura bizantina y armenia, especialmente cuando las cúpulas no eran de gran diámetro. Pero esta técnica será fuertemente desafiada por las pechinas, más adecuadas para grandes cúpulas, como lo muestra la de Hagia Sophia en Constantinopla. Las pequeñas cúpulas sobre trompas también se difundieron en la arquitectura islámica, donde fueron muy comunes. A menudo están decoradas con muqarnas que imitan estructuras en voladizo.
En la arquitectura románica, la cúpula fue muy usada para cubrir los cruceros y generalmente no fueron muy grandes. La transición entre el plano cuadrado de la cruz y el plano circular (u octagonal) de la cúpula se realizaba casi siempre mediante trompas simples. En la abadía de Sainte-Foy de Conques, las trompas se utilizan como nichos que albergan cuatro estatuas. También hay pechinas, como en la catedral de Saint-Front en Périgueux, inspirada en las grandes cúpulas bizantinas. Las trompas medievales están apaejadas con dovelas, ya sea mediante una serie de arcos concéntricos o en forma de cono, señala Viollet-le-Duc.

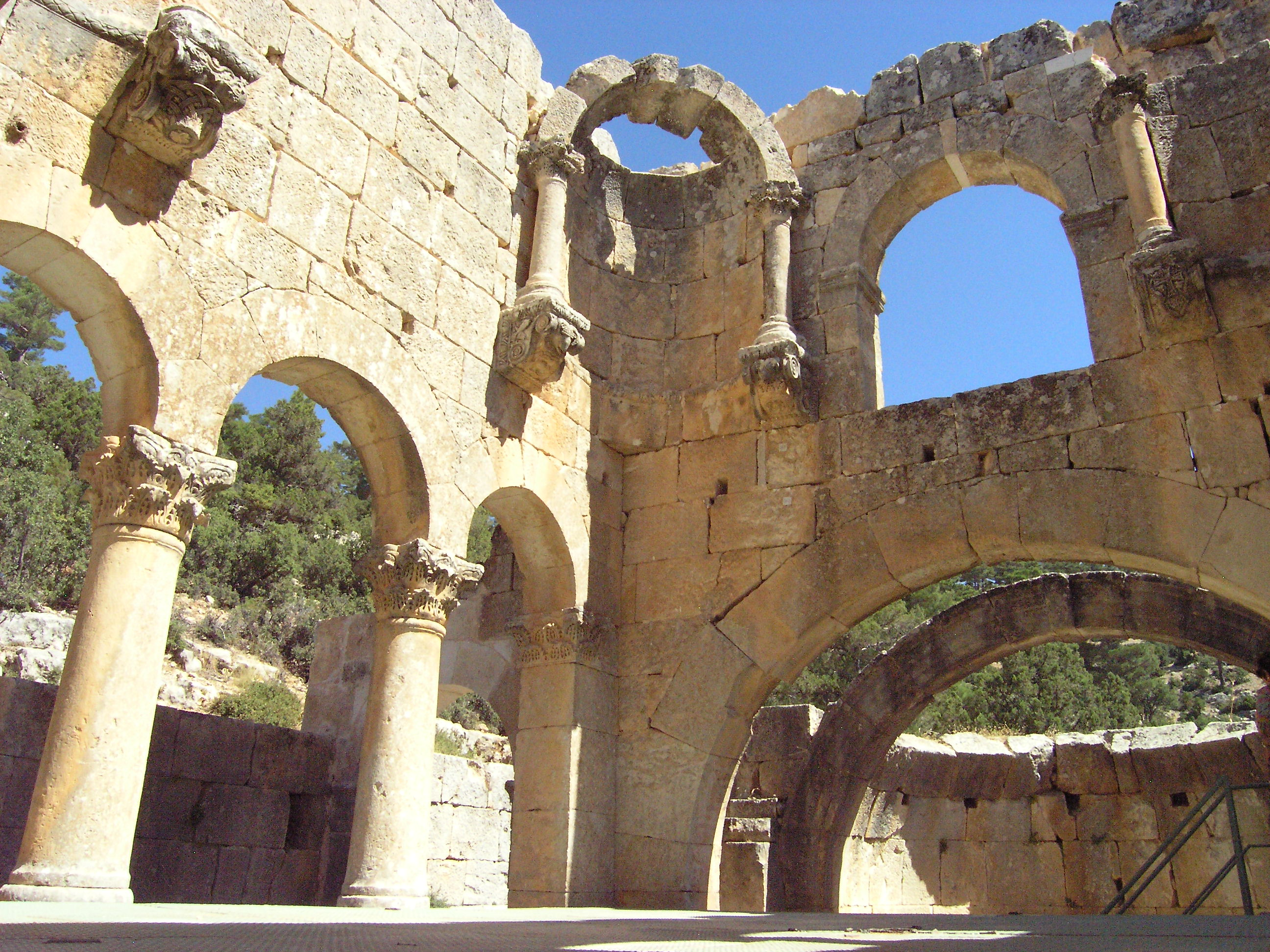
Trompa palocristiana de principios del siglo V en el monasterio de Alahan. Aquí la parte pris resalta el principio estructural primitivo del concepto de trompa: es simplemente un arco que proporciona soporte en diagonal entre dos muros en ángulo recto. Una bóveda de horno cierra la cavidad y puede servir como contrafuerte.
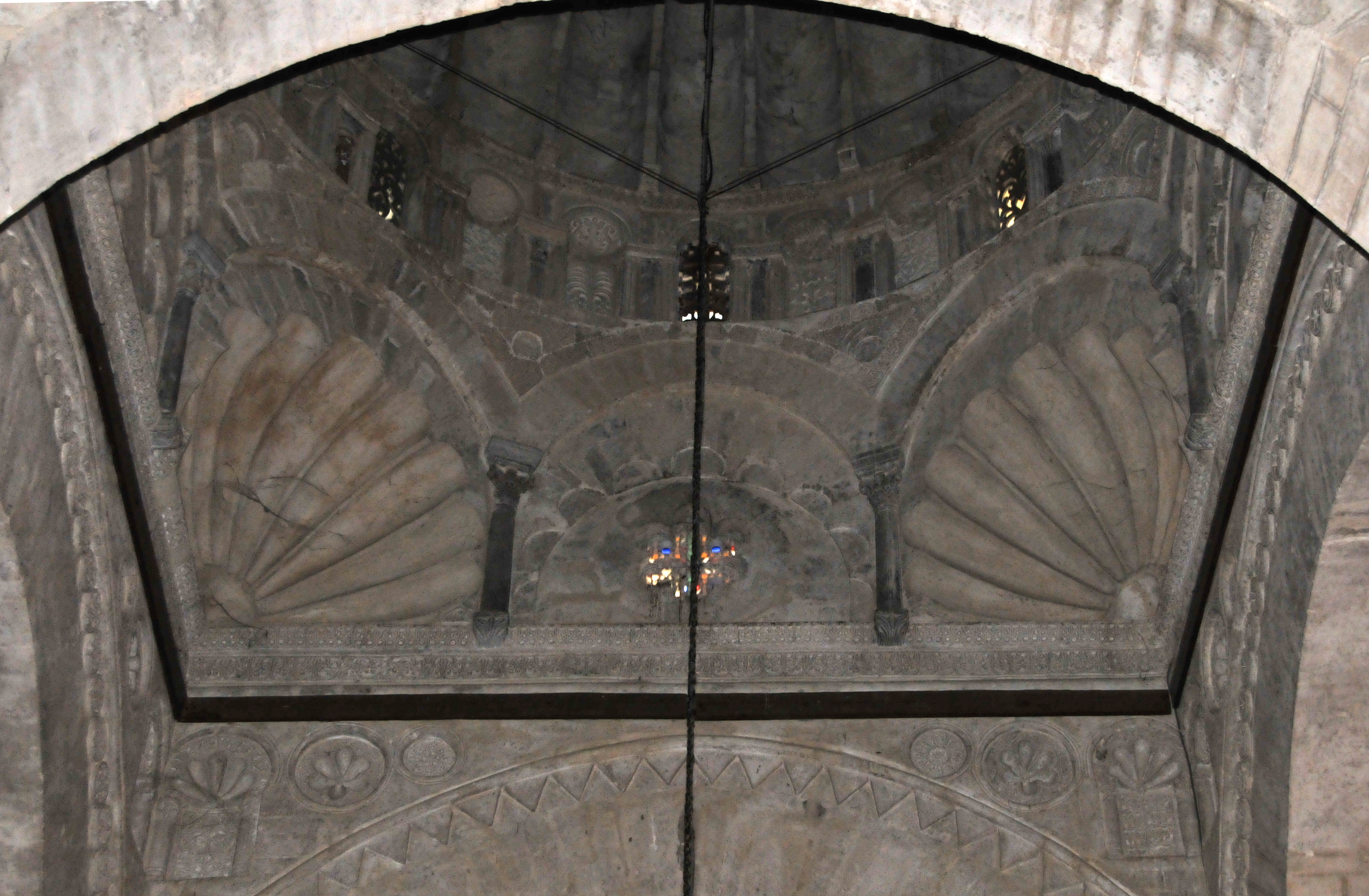
Trompas formadas sobre arcos apoyados en pequeñas columnas, cerradas por bóvedas de horno ornamentales en forma de conchas, que soportan la cúpula frente al mihrab de la Gran Mezquita de Kairouan, siglo IX, Túnez.
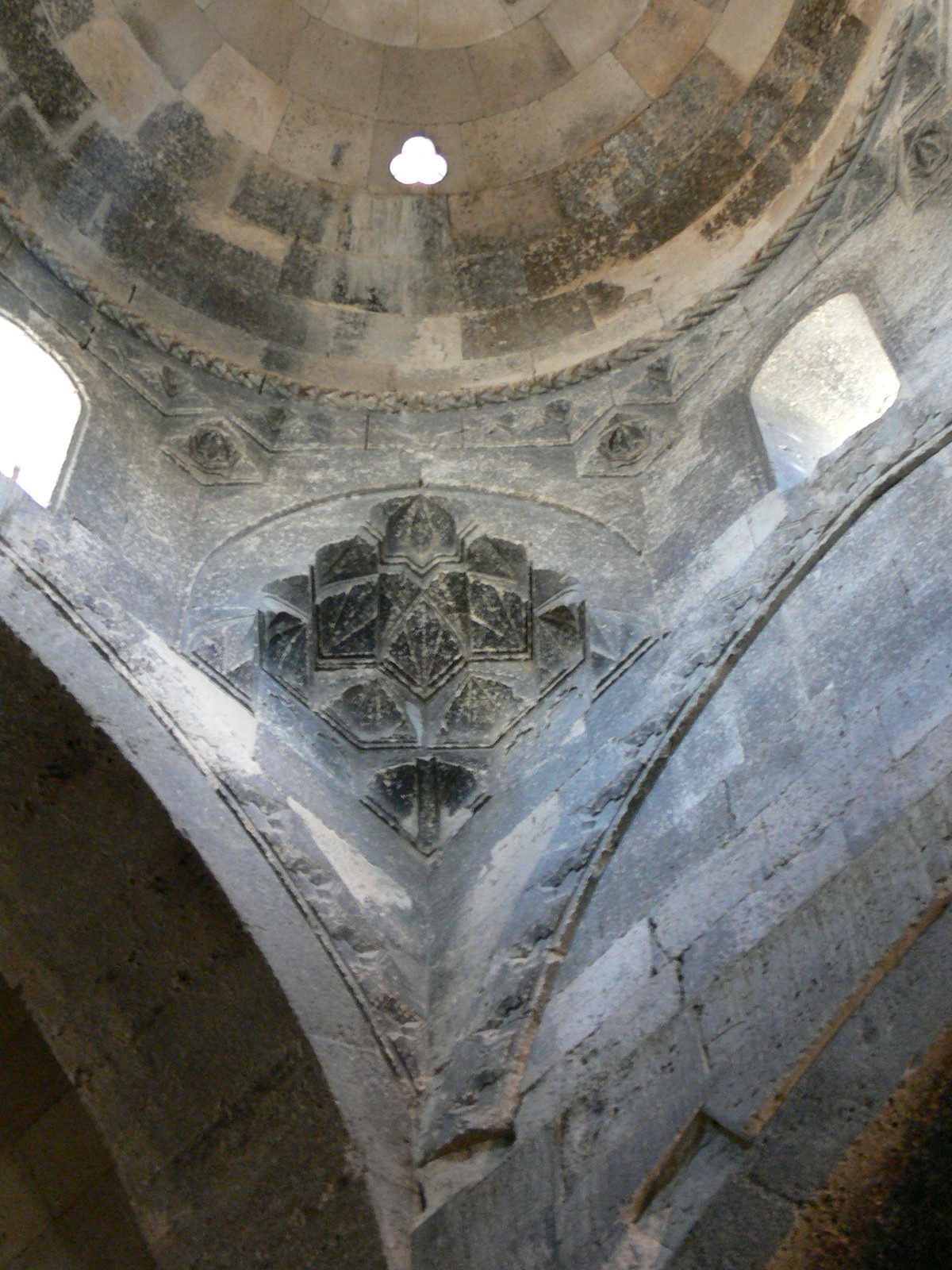
Trompa decorada con muqarnas del caravanserai Sultanhan. Aquí la trompa propiamente dicha, que soporta la cúpula, es el arco semicircular poco visible dispuesto sobre las muqarnas. Las muqarnas son solo un adorno bajo la trompa imitando una estructura portante en voladizo

Dibujos de trompas románicas de Viollet-le-Duc (ca. 1856)
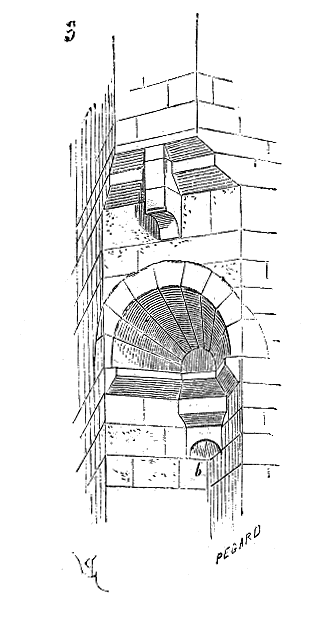
Abadía de Chailly (s. XI)
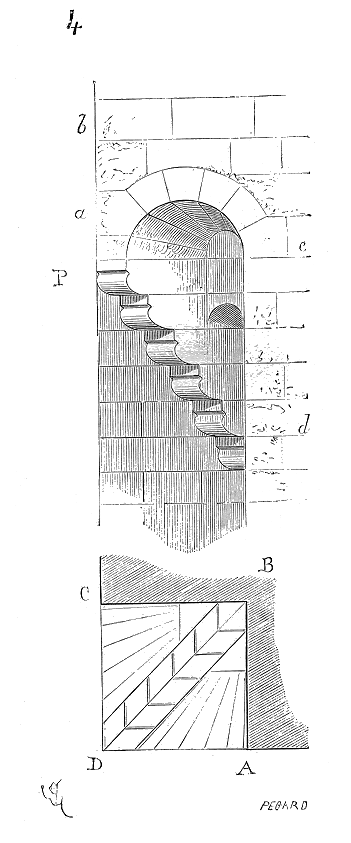
Siglo XI.
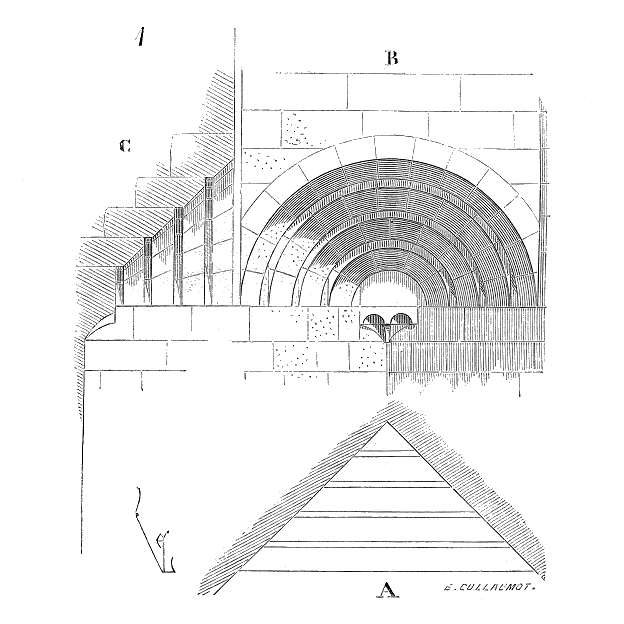
Trompa compuesta por arcos concéntricos biselados a 45°.
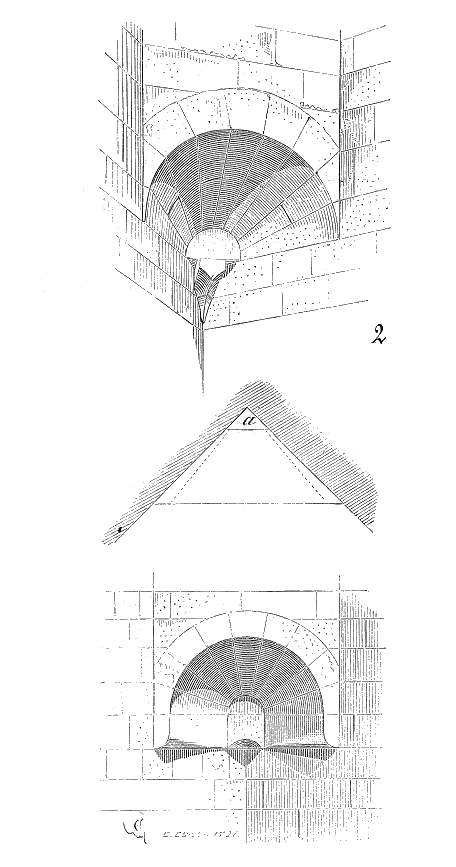
Siglo XI

## Otros usos

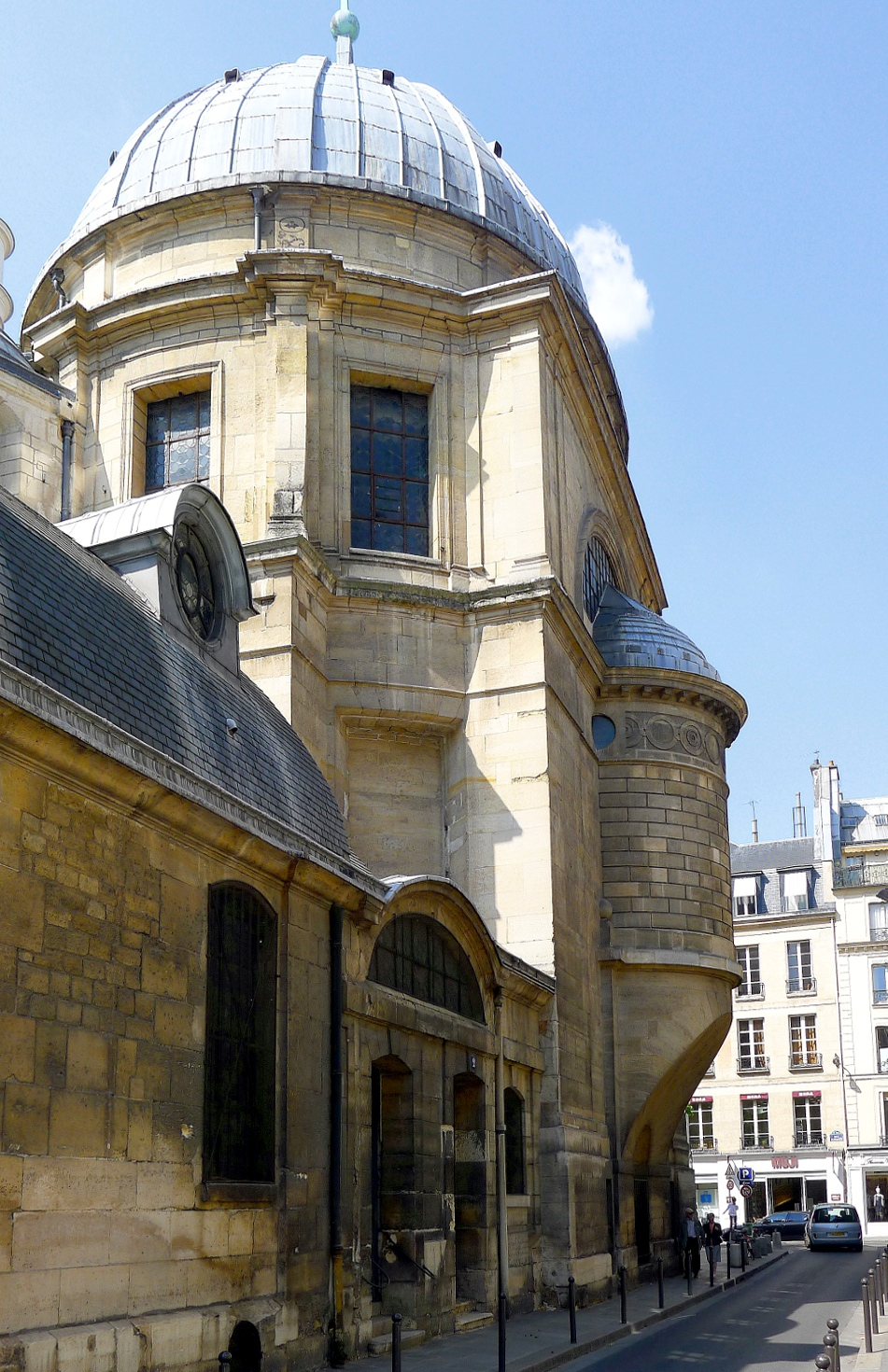
Trompa de talla virtuosa en el exterior de la iglesia de San Sulpicio (París)

También Se pueden usar diversos tipos de trompas, por ejemplo, para soportar una torreta en un ángulo reentrante o en saliente a lo largo de un muro recto, o para construcciones en voladizo creando ángulos salientes sobre el vacío. En este último caso, no se trata de trompas propiamente dichas sino de falsos arcos.
Los constructores de la Edad Media hicieron un gran uso de las trompas para soportar las flechas de piedra con ocho lados sobre las torres cuadradas (como en la iglesia Saint-Ours de Loches, en la iglesia Saint-Denis de Mogneville o incluso en las dos agujas de catedral de Notre-Dame de Chartres).
Las trompas han sido utilizadas por algunos arquitectos como un tour de force en estereotomía:
- Philibert Delorme en el château d'Anet (trompa destruida);
- Charles De Wailly en la capilla de la Santísima Virgen de la Iglesia de San Sulpicio (París)

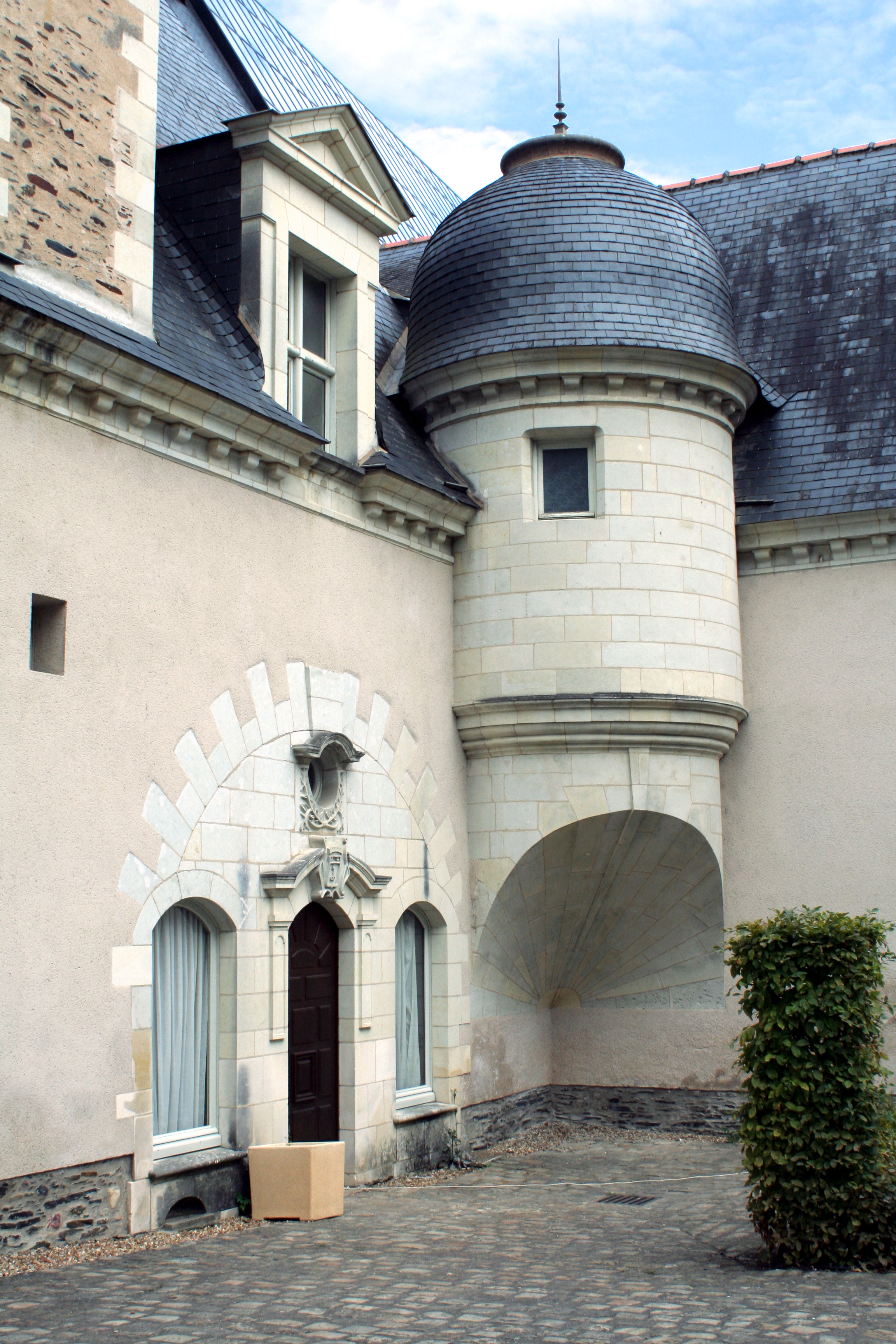
Torreta sobre trompa, en Angers.
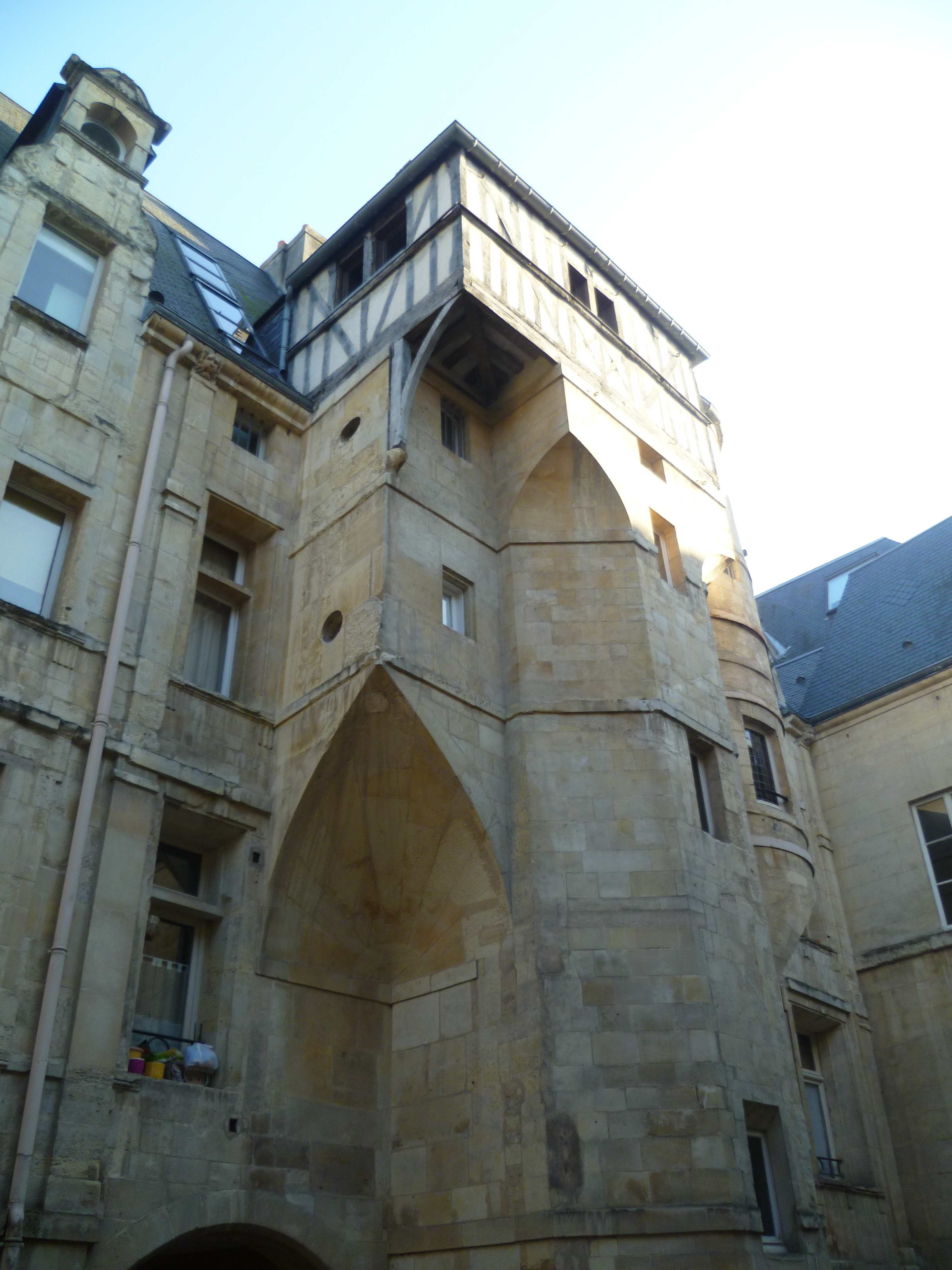
Hôtel Duquesnoy-du-Thon, en Caen. Voladizos uno de los cuales consiste en parte en una trompa.

## Galería de imágenes

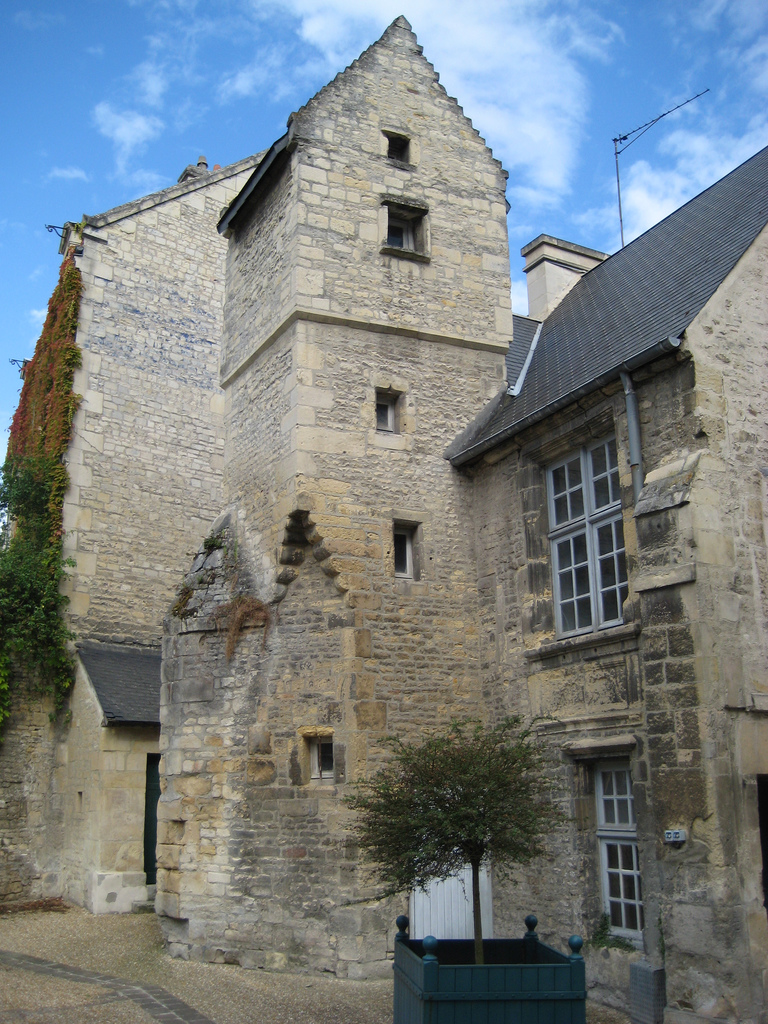
Convento de la Visitación de Caen, casa del granadero. Voladizo.
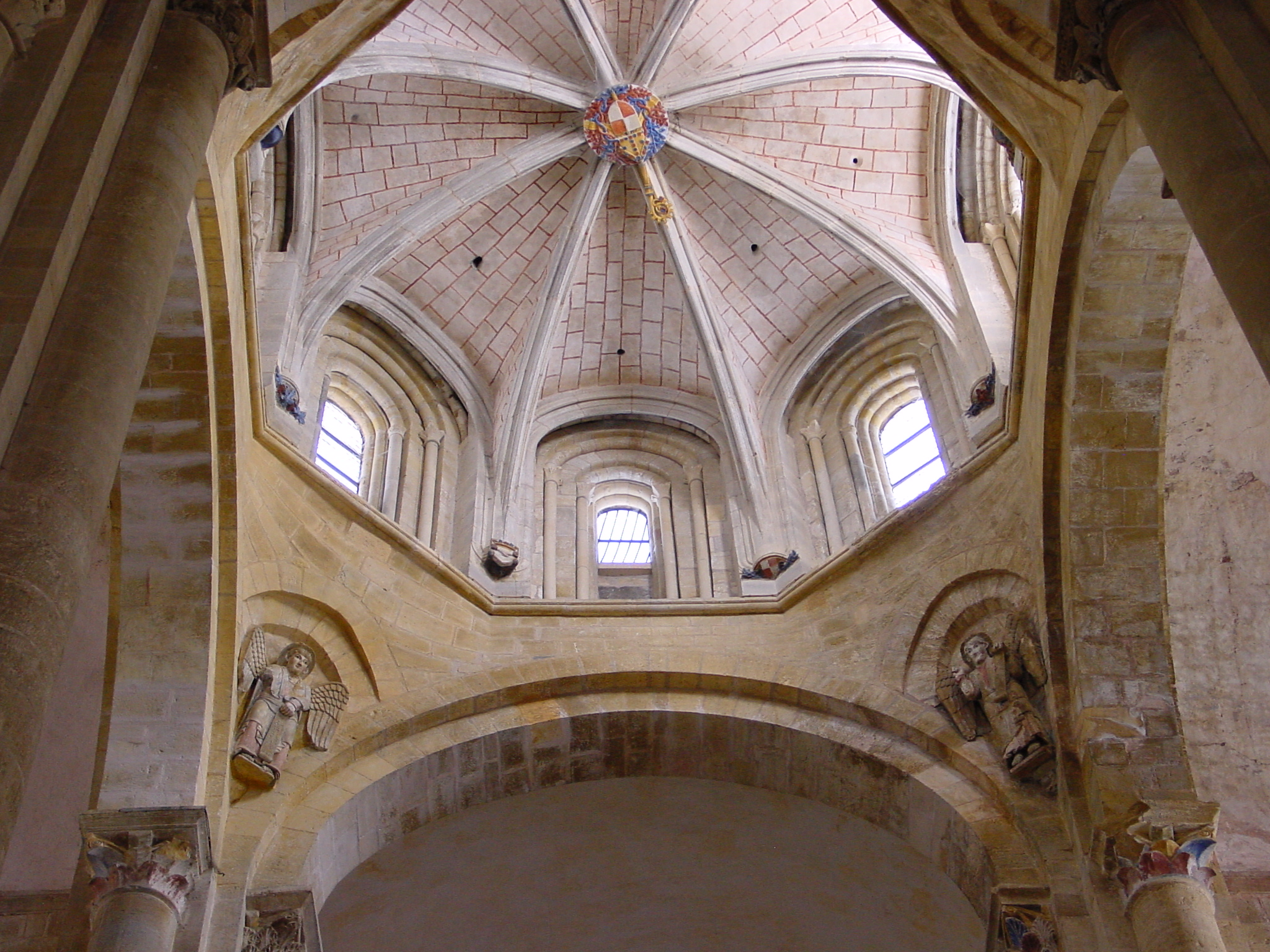
Trompas de la iglesia de la abadía de Sainte-Foy de Conques, la cúpula gótica no es contemporánea con las trompas.
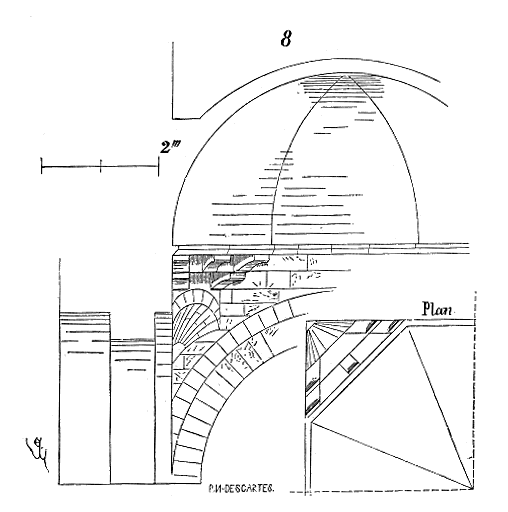
Cúpula de ocho lados, soportada por cuatro trompas coronadas por ménsulas en voladizo en la iglesia de Saint-Maurice en Montbron.
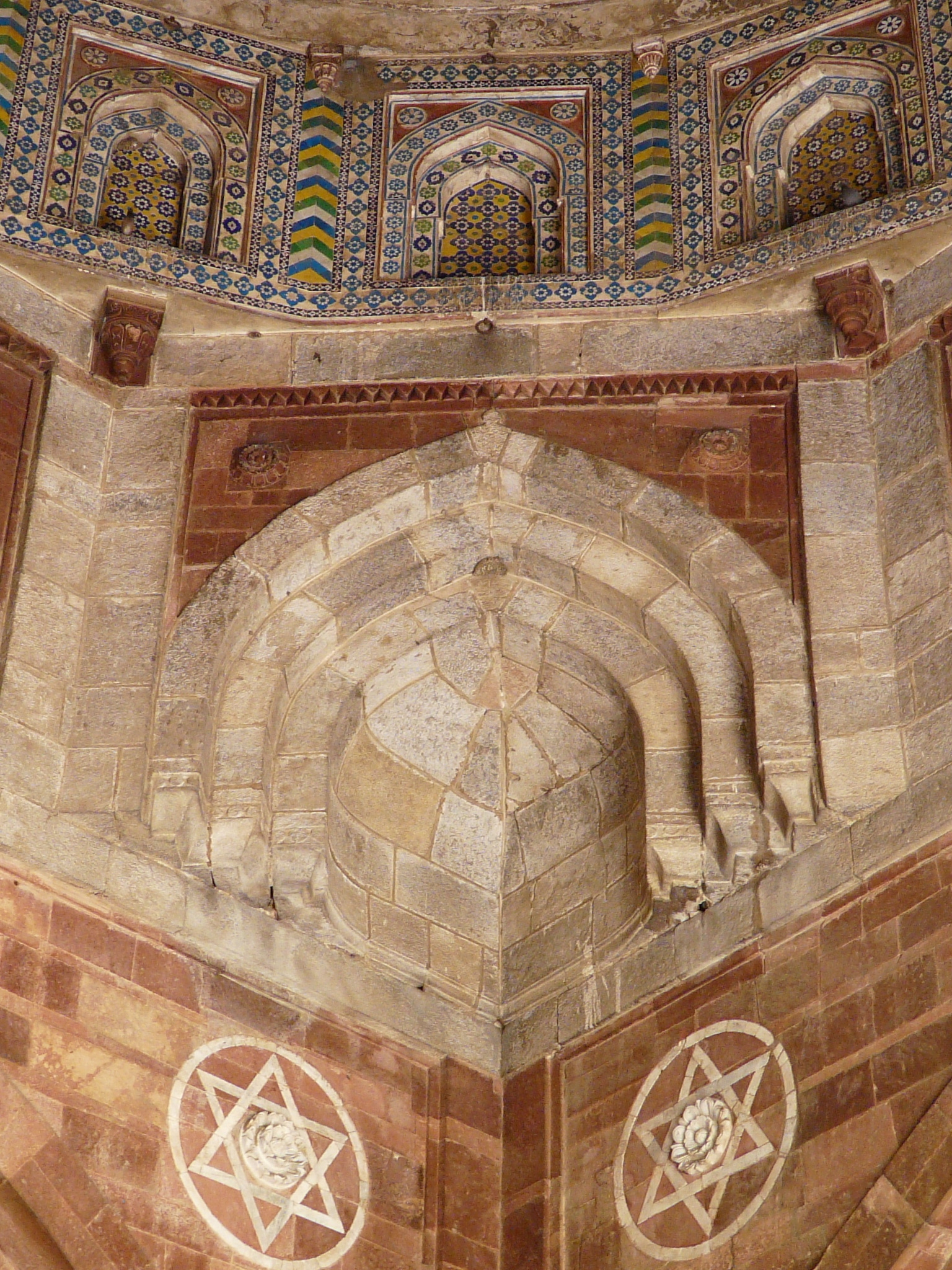
Trompa en la mezquita Qila-i-Kuhna de Delhi.